# Тимофеева, Юлия Петровна
Юлия Петровна Тимофеева (бел. Юлія Пятроўна Цімафеева, родилась 12 января 1982 года, село Сперижье Гомельской области) — белорусская поэтесса и переводчица.

## Биография
Юлия окончила факультет английского языка Минского государственного лингвистического университета, Белорусский коллегиум, посещала переводческую мастерскую. Один из основателей и редакторов интернет-журнала переводной литературы ПрайдзіСвет. Член Союза белорусских писателей и Белорусского ПЕН-центра. Одна из организаторов и кураторов Школы молодых писателей при Союзе писателей Беларуси. Вела телешоу о культуре «Рэмарка» на телеканале «Белсат».
Живёт в Минске. Жена писателя Ольгерда Бахаревича.

## Творчество
Автор сборника собственных и перевёденных стихов «Кніга памылак» («Книга ошибок», 2014).
Переводила с английского языка поэзию Чарльза Буковски, Мэтью Дикмана, Стивена Крейна, Элизабет Лоуэлл, Сильвии Платт, Уолта Уитмена, с португальского — Альберту Каэйру, с испанского — Октавио Паса, Мохамеда Эбну; прозу с английского — Э. Ч. Осонду, Макса Бирбома, Германа Чарльза Босмана, Шарлотты Перкинс Гилман, Дэвида Герберта Лоуренса, Джойс Кэрол Оутс, Эдгара Аллана По, Кейт Шопен и других. Она перевела детскую книгу Стиана Холе «Лето Гармана» с норвежского языка.
Переводы прозы и стихов публиковались в журналах «pARTisan», «Паміж», «ARCHE», «Дзеяслоў», газете «Литературная Беларусь». Переводы «Золотого жука» Эдгара Аллана По и «Колодец и маятник» опубликованы в сборнике его избранных произведений (2011) из совместной серии Союза белорусских писателей и журнала «ПрайдзіСвет».
Участвовала в Международном литературном фестивале в Биржае (Литва), фестивале «Стихи на асфальте» в Минске, выступала на Международной книжной ярмарке в Гётеборге (Швеция), в Международном женском слэме в Минске (2012).
В 2016 году вышла вторая книга стихов «Цирк», вошедшая в шорт-лист Премии Натальи Арсеньевой.
Отдельные стихотворения Юлии Тимофеевой переведены на английский, немецкий, чешский, словенский, шведский и другие языки. В 2018 году люблинское издательство «Warsztaty Kultury» выпустило первый сборник стихов Тимофеевой на польском языке «Cyrk i inne wiersze» в переводе Богдана Задуры. В 2019 году берлинское издательство выпустило сборник Юлии Тимофеевой «Zirkus» в переводе Томаса Вейлера и Тины Вуншманн.
В 2020 году вышла третья книга стихов — сборник «ROT», издательство «Янушкевич», Минск, издательство «Весна» (Прага).

## Признание
- 3-е место на Международном женском турнире в Минске (2012)[1]
- Победитель конкурса Союза писателей Беларуси для молодых авторов «Экслибрис» (2012) в номинации «Проза»[1].
- Шорт-лист Премии «Дебют»[бел.] имени Богдановича (2014) в номинации «Стихи» со сборником стихов «Книга ошибок»[1].
- Лауреат премии журнала «ПрайдзіСвет» (2015) в номинации «Поэзия» за подборку переводов из сборника «Книга ошибок»[2].
- Премия «Дебют» в категории художественный перевод книги Чарльза Буковски «Свет, и воздух, и место, и время» (совместно с Анной Комар и Натальей Бинкевич)[3].